# Lijst van rijksmonumenten in Lent
De plaats Lent, onderdeel van de gemeente Nijmegen, telt 9 inschrijvingen in het rijksmonumentenregister. Hieronder een overzicht.
| Object                                                | Oorspronkelijke functie?  | Bouwjaar                                 | Architect           | Locatie                                                              | Coördinaten?                  | Nr.?   | Afbeelding          |
| ----------------------------------------------------- | ------------------------- | ---------------------------------------- | ------------------- | -------------------------------------------------------------------- | ----------------------------- | ------ | ------------------- |
| Fort Boven-Lent                                       | Fort, vesting en -onderdl | 1862                                     |                     | Bemmelse dijk                                                        | 51° 51' 52" NB, 5° 52' 50" OL | 14952  | Meer afbeeldingen   |
| Herv.Kerk: Preekstoel, orgelkast en 2 koperen kronen  | Vanwege onderdelen kerk   | 17e eeuw                                 |                     | Pastoor van Laakstraat 30                                            | 51° 51' 35" NB, 5° 51' 57" OL | 14953  | Meer afbeeldingen   |
| Toren der Hervormde Kerk vanwege                      | Vanwege onderdelen kerk   |                                          |                     | Pastoor van Laakstraat 30                                            | 51° 51' 35" NB, 5° 51' 57" OL | 14954  | Meer afbeeldingen   |
| Fort Beneden Lent                                     | Fort, vesting en -onderdl | 1863                                     |                     | Zaligestraat bij 6                                                   | 51° 51' 43" NB, 5° 51' 9" OL  | 14955  | Meer afbeeldingen   |
| 3 Brugkazematten, Lent Oost, Lent Midden en Lent zuid | Kazemat                   | 1930-1939                                |                     | Bemmelsedijk bij 5, Pastoor van Laakstraat bij 2, Parallelweg bij 37 | 51° 51' 24" NB, 5° 52' 24" OL | 418950 | Meer afbeeldingen   |
| Maria Geboorte                                        | Kerk en kerkonderdeel     | 1877-1879                                | Gerard te Riele Wzn | Pastoor van Laakstraat 42                                            | 51° 51' 41" NB, 5° 51' 53" OL | 522954 | Meer afbeeldingen   |
| Rechthoekig calvarie- annex baarhuisje                | Begraafplaats en -onderdl | 1877-1879                                | Gerard te Riele Wzn | Pastoor van Laakstraat bij 42                                        | 51° 51' 41" NB, 5° 51' 53" OL | 522955 | Meer afbeeldingen   |
| Transformatorhuisje                                   | Nutsbedrijf               | ca. 1925                                 |                     | Griftdijk Zuid 2                                                     | 51° 51' 42" NB, 5° 51' 46" OL | 523027 | Transformatorhuisje |
| Hervormde/Gereformeerde kerk van Lent                 | Kerk en kerkonderdeel     | 13e eeuw (kern) 1329 (eerste vermelding) |                     | Pastoor van Laakstraat 30                                            | 51° 51' 35" NB, 5° 51' 57" OL | 523035 | Meer afbeeldingen   |